# إلنا مولر
إلنا مولر (بالدنماركية: Elna Møller)‏ هي مؤرخة الفن ومهندسة معمارية دنماركية، ولدت في 12 ديسمبر 1913، وتوفيت في 22 مايو 1994.